# Ich-Botschaft
Ich-Botschaft ist eine in kommunikationspsychologischen Theorien oft verwendete Bezeichnung. Dabei handelt es sich um eine persönliche Äußerung im Sinne einer „Selbstoffenbarung“, welche die eigene Meinung zu Sachverhalten und die Gefühle, aber auch die Sichtweise der Art der Beziehung des Sprechers bzw. Schreibers zu seinem/seinen Kommunikationspartner(n) mitteilt. Sprecher bzw. Schreiber senden aber nicht nur von ihnen beabsichtigte Botschaften, sondern auch solche, die der Hörer bzw. Leser aufnimmt, ohne dass diese Wirkung vom „Sender“ der Botschaft beabsichtigt ist. Auch der Tonfall des Gesagten, die Mimik und Gestik (die Körpersprache des „Senders“) vermitteln Ich-Botschaften.
Der Begriff (englischsprachig: „I-Message“) stammt ursprünglich von dem US-amerikanischen Psychologen Thomas Gordon. Er verstand unter Ich-Botschaften authentische und bewertungsfreie Selbstoffenbarungen. Ich-Botschaften und Aktives Zuhören sind wichtige Bestandteile im Gordon-Modell. Friedemann Schulz von Thun weist Ich-Botschaften in seinem Vier-Seiten-Modell Bedeutung bei der „Selbstkundgabe“ zu und versteht darunter „Nachrichten mit persönlichem Selbstoffenbarungsanteil“.

## Merkmale
Für Gordon besteht eine Ich-Botschaft aus 3 Bestandteilen:
- Unjudgmental description of behaviour: Als erstes soll das auslösende Verhalten ohne Bewertung beschrieben werden. Gute Ich-Botschaften beginnen nach Gordon deswegen häufig mit dem Wort „Wenn…“. Es soll deutlich werden, dass der unerwünschte Effekt nicht immer eintritt, sondern nur unter der genannten Bedingung.[4]
- Tangible and concrete undesirable effect: Als zweites soll die greifbare und anschauliche Wirkung des Verhaltens beschrieben werden. Damit sollte ausgedrückt werden, dass das nachfolgende Gefühl durch diese konkrete Wirkung ausgelöst wird und nicht direkt durch das Verhalten selbst.[4]
- Feeling: Als drittes sollte das Gefühl ausgedrückt werden, das erzeugt wird.[4] Diese logische Reihenfolge sei nicht hochheilig.[4]

Beispiele:
- „Wenn du laut bist, verstehe ich nichts und ärgere mich.“
- „Wenn du keine Hausaufgaben machst, muss ich mehr erklären, weswegen ich dann frustriert bin.“

Laut Patrzek (2008) enthalten Ich-Botschaften auch einen Tatsachenanteil. In diesem wird mitgeteilt, was die Gefühle verursacht hat.

## Drei Formen der Ich-Botschaft
Thomas Gordon unterscheidet in seinem Buch „Die neue Familienkonferenz: Kinder erziehen ohne zu strafen“ drei Formen der Ich-Botschaft:
- Die positive Ich-Botschaft: Anstatt ein Lob auszusprechen, soll hier das Gefühl und der Effekt, den das Verhalten des Kindes auslöst, ausgedrückt werden.[8][9] Laut Gordon kann nicht nur Tadel, sondern auch Lob als Kommunikationssperre wirken.
- Die konfrontative Ich-Botschaft: Hierbei wird mitgeteilt, was der Erwachsene infolge des Verhaltens des Kindes erlebt.
- Die präventive Ich-Botschaft: Das bedeutet, das Kind frühzeitig wissen zu lassen, was das Bedürfnis des Erwachsenen ist und welche Form der Unterstützung er dafür benötigt.

## Wirkung im Kommunikationsprozess
Ich-Botschaften im Sinne von Aussagen, in denen der Sprecher/Schreiber sich ausdrücklich über sich selbst äußert, wird in entsprechenden kommunikationspsychologischen Theorien eine deeskalierende Wirkung zugeschrieben. Sie beeinflussten positiv eine partnerschaftliche Beziehung und eine offene Gesprächssituation. Der Sprecher selbst bekomme beim Formulieren der Ich-Botschaft mehr Klarheit für sich und seine Bedürfnisse und übernehme dafür tendenziell Eigenverantwortung. Dem Gesprächspartner würde gleichzeitig Mitverantwortung in Form eines Verantwortungspielraums für das weitere Geschehen in die Hand gelegt.
In der Ich-Form vorgebracht, würden geäußerte Gefühlsstimmungen nicht zu verletzender Kritik an der anderen Person, wie möglicherweise bei einer „Du-Botschaft“ (z. B. „Du lügst immer!“). Die Ich-Botschaft soll eine unfruchtbare Konfrontationssituation vermeiden.
Ich-Botschaften sollen 3 Vorteile gegenüber einer Du-Botschaft haben:
- Der Empfänger erfährt etwas über die tatsächlichen Bedürfnisse und Gefühle des Senders.
- Der Empfänger muss sich nicht verteidigen, weil er nicht angegriffen wird.
- Eine Diskussion darüber, wer recht hat, kann vermieden werden.

## Kritik, Problematik
In den 1970er-Jahren sei die Empfehlung, Ich-Botschaften zu senden, zwar als verheißungsvolle Neuerung verbreitet worden, einige seien aber über Formulierungen wie „Ich bin der Ansicht, dass du rücksichtslos bist“ kaum hinausgekommen, was nicht dem Geist der Ich-Botschaft entspreche. Es wird kritisiert, dass Ich-Botschaften Ärger auch verschleiern könnten, während der Ärger bei Du-Botschaften greifbarer und direkter sei, weshalb der Partner besser darauf reagieren könne. Schulz von Thun weist darauf hin, dass eine allzu mechanische Anwendung von Ich-Botschaften auch die Gefahr mit sich bringt, dass der Sender sich als Kommunikationsprofi aus der Betroffenheit entfernt und gleichsam über dem Geschehen stehen würde. Schlimmstenfalls ließen sich durch Ich-Botschaften Gefühle von Unsicherheit kaschieren, indem Überlegenheit signalisiert werde. Ich-Botschaften sollten – so Schulz von Thun – dementsprechend in dem Bewusstsein eingesetzt werden, dass Selbsterkenntnis gefördert und mitmenschliche Kommunikation erleichtert werden soll.

## Du-Botschaften
Bei Du-Botschaften wird eine Aussage über den anderen gemacht. Häufig würden Ich-Botschaften („Ich bin traurig.“) in eine Du-Botschaft („Du bist rücksichtslos.“) oder versteckte Du-Botschaft („Ich fühle mich übergangen“) übersetzt. Die Du-Botschaft sei „ein durchaus taugliches Kampfmittel“, denn durch die Vermeidung einer gefühlsmäßigen Ich-Botschaft werde die Innenwelt unkenntlich gemacht und der Empfänger in Bedrängnis gebracht. Dies habe zwei Nachteile:
- Der Sender verliere selbst an Klarheit über seine Gefühle
- Der Empfänger werde unfähig, sich auf eine konstruktive Problemlösung einzulassen, weil er sich angegriffen fühle und den Wunsch nach einer Rehabilitation in den Vordergrund stellen würde.

Du-Botschaften seien besonders ungünstig, wenn es sich um Diagnosen oder um Interpretationen handelt. Eine Psychodiagnose könne richtig oder falsch sein, in jedem Falle sei die Begleitbotschaft, dass der Sender für sich in Anspruch nimmt, über die Innenwelt des Anderen Bescheid zu wissen, für den Anderen meist unannehmbar.
Thomas Gordon nennt Beispiele von Du-Botschaften eines Elternteils an sein Kind wie „Du bist gedankenlos. Du bist ungezogen. Du bist eine Plage“ und dergleichen. Das seien alles Herabsetzungen, die den Charakter des Kindes in Zweifel ziehen, das Kind als Menschen ablehnen und seine Selbstachtung zerstören. Solche Botschaften erzeugen Schuldgefühle, obgleich das Kind keine bösen Absichten hatte. „Herabsetzende Botschaften können eine katastrophale Wirkung auf die in der Entwicklung begriffene kindliche Vorstellung von sich selbst haben. ... Sie legen den Samen, um einen Menschen sein ganzes Leben hindurch zu behindern.“ (Zit. Thomas Gordon, 1989). Wenn die Mutter oder der Vater stattdessen eine Ich-Botschaft sendet wie „Ich befürchte, dass ich das Abendessen nicht rechtzeitig fertig bekomme“ oder „Ich habe keine Lust zu spielen, wenn ich müde bin“ oder „Au, das hat mir wehgetan,“ bewirken solche Ich-Botschaften, dass das Kind sein Verhalten so modifizieren kann, dass es für den Elternteil angenehmer ist. Diese Modifizierung sei für die Eltern-Kind-Beziehung gesünder, als die durch Du-Botschaften ineffektive Kommunikation und deren negative Folgen.
Marshall B. Rosenberg hat die Nachteile von Du-Botschaften in seinem Konzept der Gewaltfreien Kommunikation näher beleuchtet.